# Alain Esclopé
Alain Esclopé (Clairà, 18 de maig del 1942) és un polític rossellonès, membre del partit Cacera, Pesca, Natura i Tradicions. Va ser diputat europeu del 1999 al 2004 dins del grup de l'Europa de la Democràcia i de la Diversitat.

## Biografia
President de la Federació de caçadors dels Pirineus Orientals, va ser elegit diputat al Parlament europeu el 1999 en la llista de l'Europa de la Democràcia i de la Diversitat que encapçalava Jean Saint-Jossé. El 2004 figurava en primer lloc a la llista dels "caçadors" a les eleccions del Llenguadoc-Rosselló però només obtingué un 5% dels vots emesos i no sortí elegit. Paral·lelament va ser derrotat a les eleccions cantonals del Llenguadoc-Rosselló pel cantó de Sant Pau de Fenollet per Pierre Estève i en l'actualitat no ocupa cap càrrec polític, si bé continua presidint (2010) la federació de caça de la Catalunya del Nord.

## Mandats
- 20/07/1999 - 19/07/2004: diputat europeu
- Conseller regional del Llenguadoc-Rosselló

## Distincions
- Cavaller de l'Orde Nacional del Mèrit[4]